# Aeroporto di El Hierro
L'aeroporto di El Hierro (Aeropuerto de El Hierro in spagnolo) è un aeroporto spagnolo situato nei pressi di Valverde, nell'estremità nord-orientale dell'isola di El Hierro, nell'arcipelago delle Canarie.

## Storia
I lavori di costruzione dell'attuale aeroporto iniziarono nel 1967. Fu ufficialmente inaugurato l'11 novembre 1972.